# The Librarian: Return to King Solomon's Mines
The Librarian: Return to King Solomon's Mines is een Amerikaanse televisiefilm uit 2007 onder regie van Jonathan Frakes. De productie is het eerste vervolg op The Librarian: Quest for the Spear (2005) en de voorloper van The Librarian: Curse of the Judas Chalice (2008). Return to King Solomon's Mines werd genomineerd voor Primetime Emmy Awards voor de muziek en het geluid. De film won daadwerkelijk een Saturn Award voor beste televisieproductie en werd genomineerd voor die voor beste acteur in een televisieproductie (Noah Wyle) en beste bijrolspeelster in een televisieproductie (Gabrielle Anwar).

## Verhaal
Bibliothecaris Flynn Carsen gaat op zoek naar de legendarische mijnen van koning Salomon om een geheim te onthullen over het verleden van zijn eigen familie.

## Rolverdeling
| Acteur           | Personage       |
| ---------------- | --------------- |
| Noah Wyle        | Flynn Carsen    |
| Gabrielle Anwar  | Emily Davenport |
| Bob Newhart      | Judson          |
| Jane Curtin      | Charlene        |
| Olympia Dukakis  | Margie Carsen   |
| Robert Foxworth  | Uncle Jerry     |
| Erick Avari      | Generaal Samir  |
| Hakeem Kae-Kazim | Jomo            |